# Junkernwiese
Die Junkernwiese ist ein geographisches Objekt in Seelze in der Region Hannover in Niedersachsen. Der nicht bebaute Teil des Gebiets bildet den heutigen Bürgerpark, ein Freizeitgebiet.

## Geschichte
Das Gelände im Nordosten der Kernstadt von Seelze  liegt im Innern einer Flussschleife der Leine und gehörte zum 1935 aufgelösten Seelzer Gutshof. Der seit dem Mittelalter bestehende Hof befand sich zuletzt im Besitz der Familie von Hugo, die dort aber nicht wohnte. Seit 1866 lag Seelze in  Preußen, wo Junker eine gebräuchliche Bezeichnung für Großgrundbesitzer war.
Wegen der im Unterschied zum Ortskern Seelzes niedrigeren Lage wurden im Überschwemmungsgebiet der Junkernwiese nur wenige Gebäude errichtet und die Flächen meist als Wiese genutzt. Erst im Herbst 1977 erfolgte die Genehmigung zur Aufschüttung eines Deichs aus etwa 750.000 Kubikmetern Material, das dazu hauptsächlich im Deichvorland am Leineufer abgetragen wurde. Damit war die bis zur Fertigstellung des Hochwasserrückhaltebeckens Salzderhelden häufige Hochwassergefahr gebannt.

## Bauten
Auf der Junkernwiese stehen unter anderem mehrere Schulgebäude.

### Schießstand
1913/14 errichtete im Süden der Junkernwiese ein örtlicher Schützenverein einen Schießstand. In den Jahren 1935 bis 1937 wurde die Anlage auf Anordnung des Seelzer Bürgermeisters vergrößert und zu einer Wehrsportanlage ausgebaut.

### Bäder

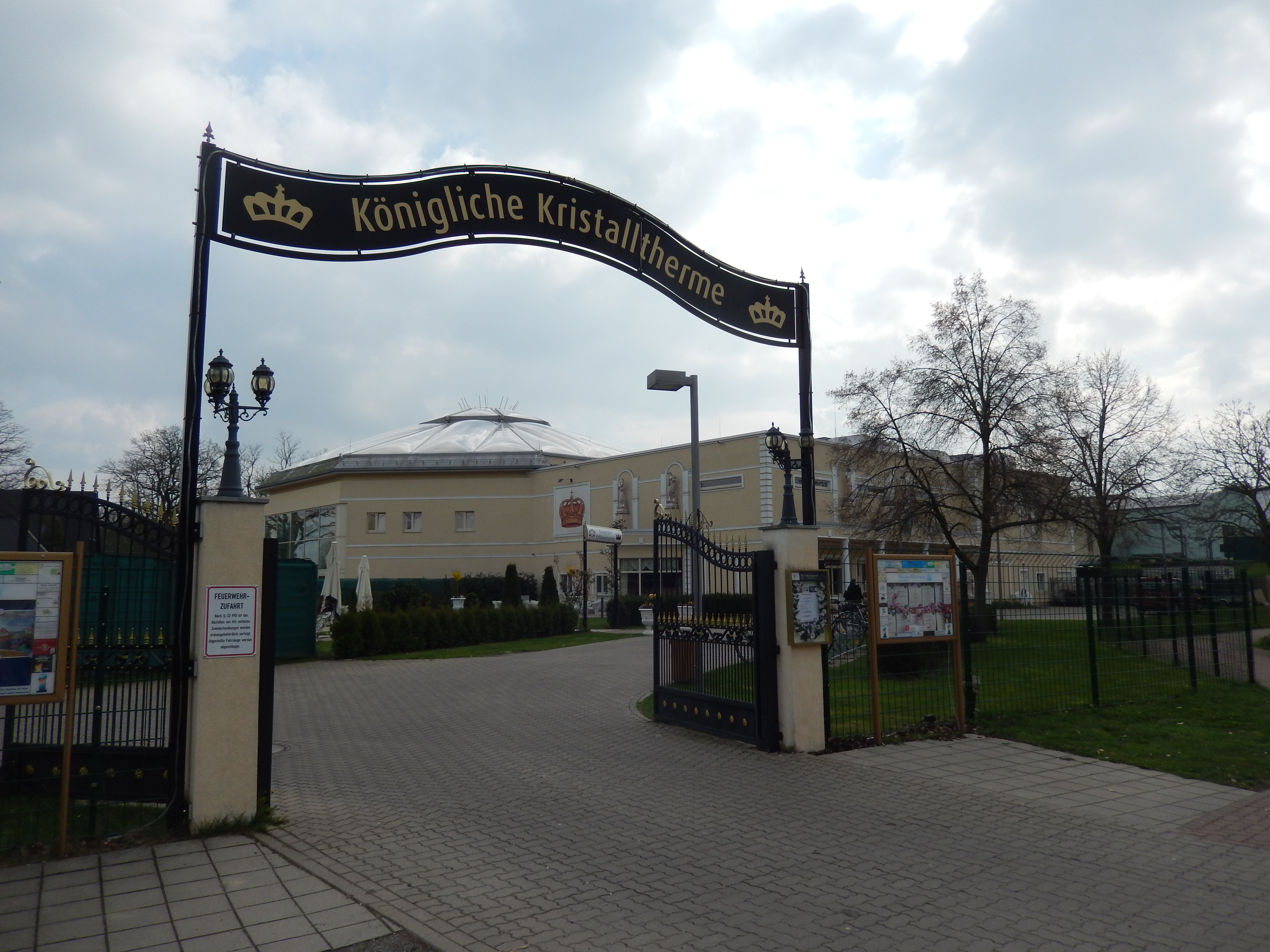
Einfahrt Königliche Kristalltherme Seelze

In den 1960er Jahren wurden etwa 50.000 Kubikmeter Boden in diesem Bereich aufgeschüttet und 1967 ein darauf errichtetes Freibad eröffnet. Als die Besucherzahlen in den 1980er Jahren zurückgingen, wurde 1989 das Schwimmerbecken mit Bauschutt zugeschüttet und der Restbereich einige Jahre später auch geschlossen. Das Planschbecken ist als Teich eines Biergartens noch erhalten.
1970/71 wurde neben dem Freibad an Stelle des alten Schießstands ein Hallenbad errichtet, das 2005 wegen drohender Einsturzgefahr wieder schließen musste. Es wurde privatisiert und bis 2008 zum Erlebnisbad Königliche Kristalltherme umgebaut.

### Grillplatz

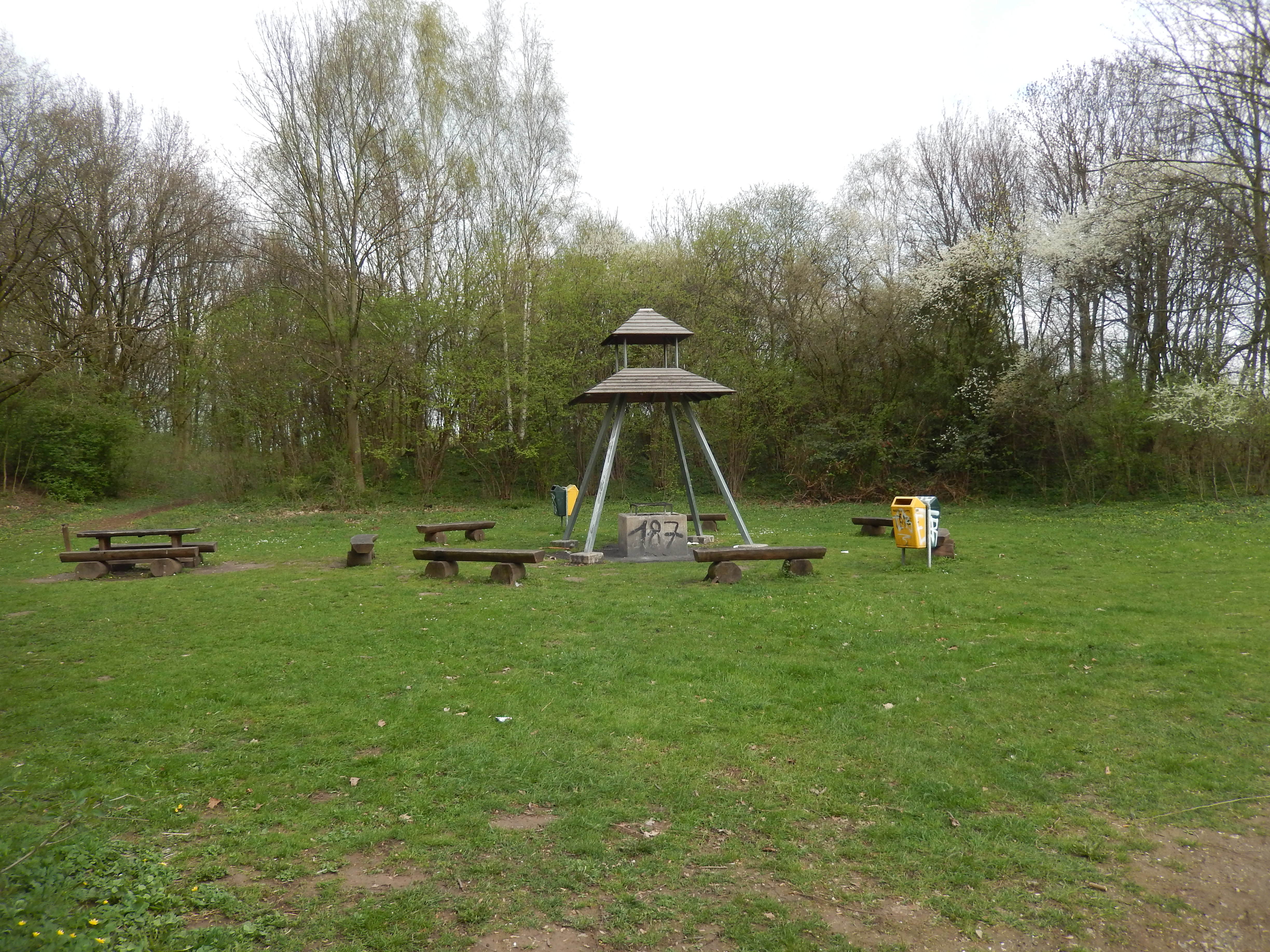
Grillplatz im Bürgerpark Seelze

Eine 1974 von Jugendlichen gebaute Kokelhütte wurde durch einen öffentlichen Grillplatz ersetzt.

### Skulpturen

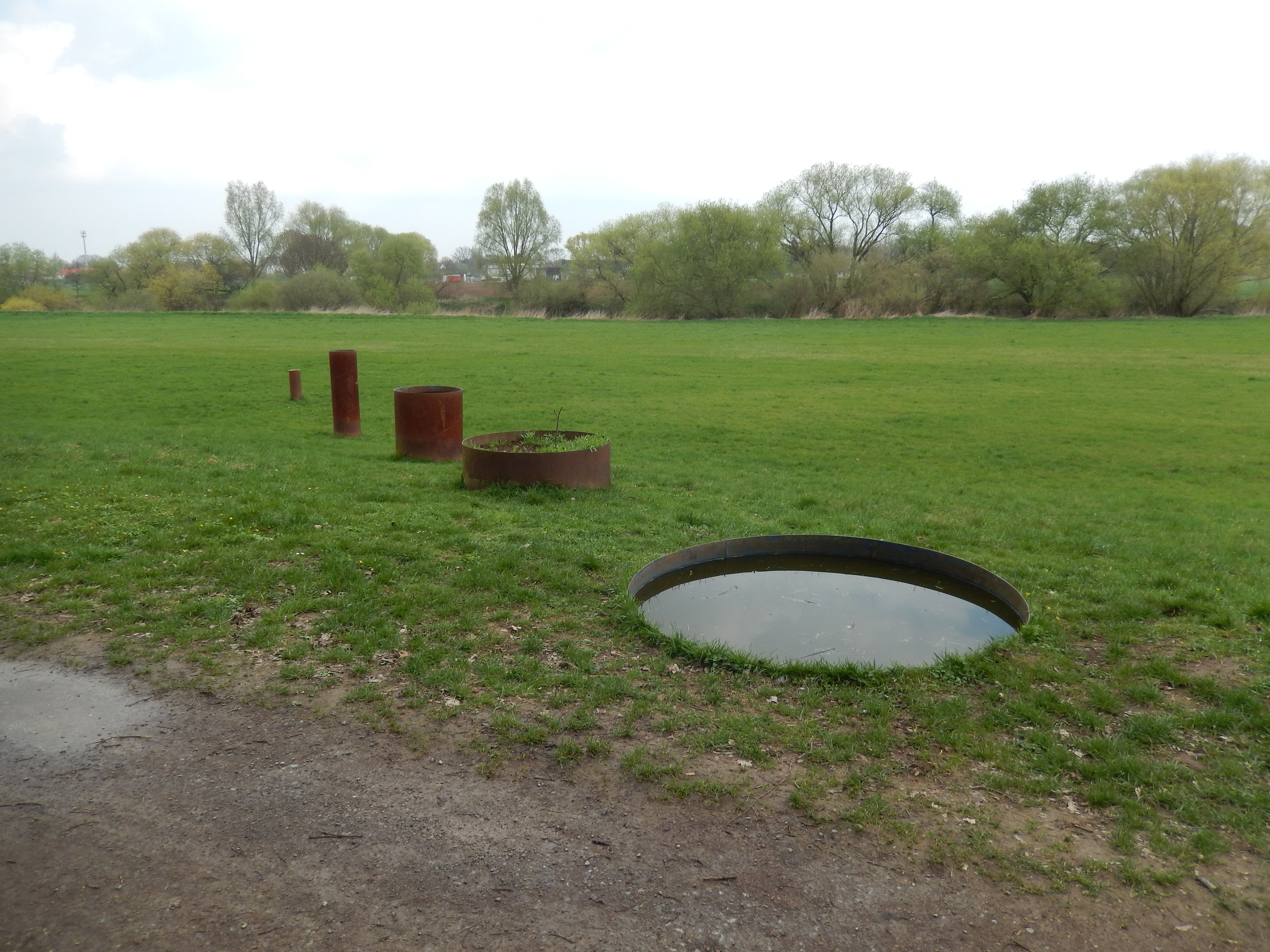
Michael Zwingmann: "Gezeiten"
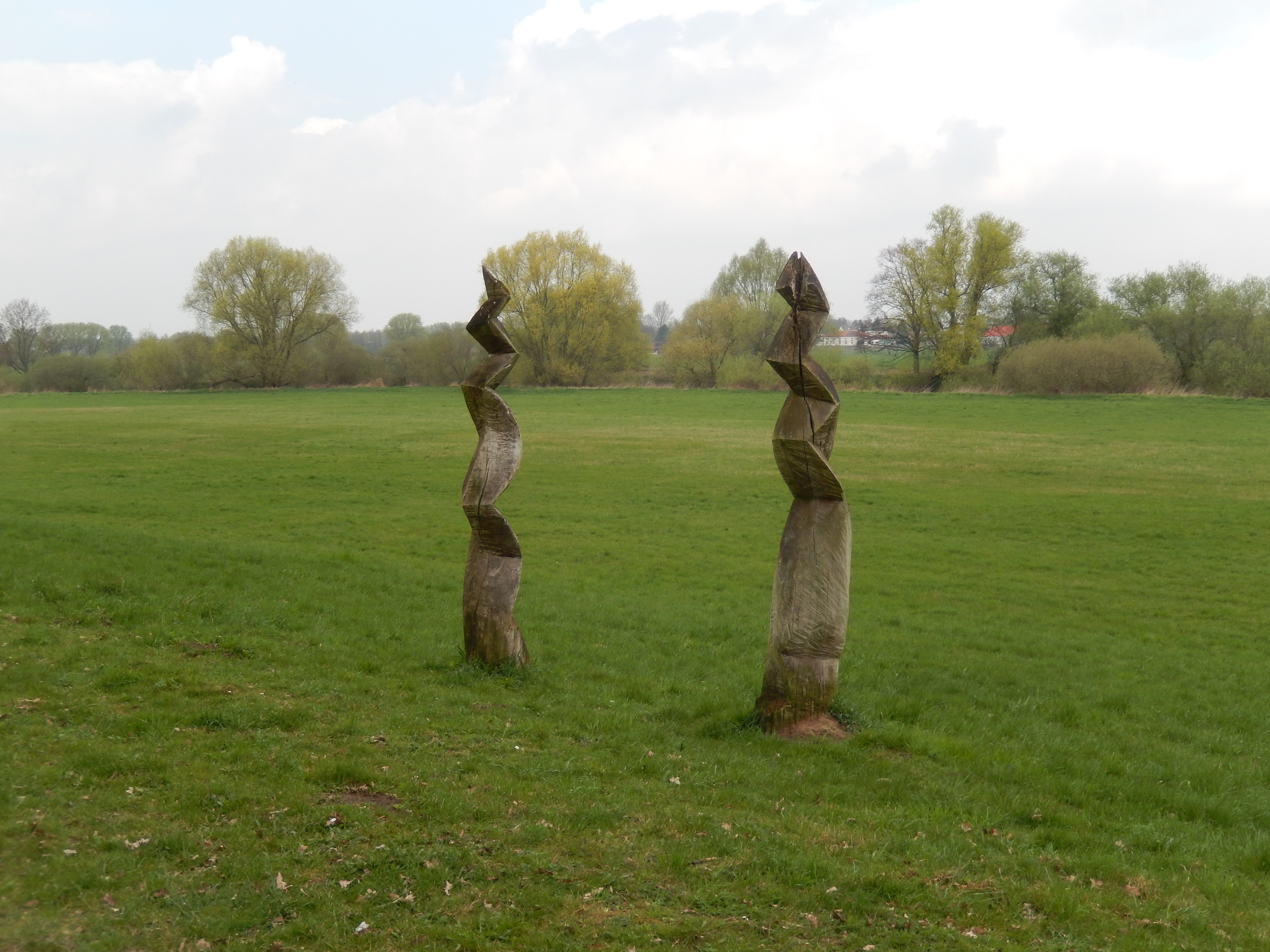
Susanne Siegl: "Feuerstämme"